# Nothoscordum mahui
Nothoscordum mahui är en amaryllisväxtart som beskrevs av Hamilton Paul Traub. Nothoscordum mahui ingår i släktet vaniljlökar, och familjen amaryllisväxter. Inga underarter finns listade i Catalogue of Life.